# 蘆名盛政
蘆名 盛政（あしな もりまさ）は、室町時代前・中期の武将。蘆名氏の第9代当主。第8代当主蘆名詮盛の子。

## 概要
父詮盛の後を受けて当主となる。当主就任後はその地位を磐石なものとするため、寺社勢力に所領を寄進してその関係強化に務めた。
応永23年（1416年）からの上杉禅秀の乱では上杉氏憲（禅秀）に与して足利持氏と敵対しているが、幕府から追討を受けた経緯はない。しかしこのことへの不満から応永25年（1418年）、一族の新宮氏が盛政を裏切って対立・抗争を繰り広げる。盛政は翌応永26年（1419年）、小布瀬城を陥落させることで内乱を鎮圧した。永享6年（1434年）6月、家督を子の盛久に譲ってまもなく死去した。